# Большие Новосёлки
Большие Новосёлки (бел. Вялі́кія Навасёлкі) — деревня в Дзержинском районе Минской области Беларуси. Входит в состав Дзержинского сельсовета.

## География
В 8 км от Дзержинска, в 46 км от Минска, в 10 км от железнодорожной станции Койданово.

### Гидрография
Расположена на реке Усса.

## История
Известна со 2-й половины XVIII века и упоминается как имение во владении Костровицких. Находилась в Минском повете Минского воеводства ВКЛ. После второго раздела Речи Посполитой в составе Российской империи в Койдановской волости Минского уезда.
В 1830-е—1840-е годы тут сформировался архитектурно-парковый комплекс, который включал усадебный дом, парк, хлев, жилой дом-«мурованку» и спиртзавод. За участие в польском восстании 1863—1864 годов, братья Костровицкие были сосланы в Сибирь, а усадьба перешла в государственную собственность.
В конце XIX века имение принадлежало помещику Здоховскому, в 1897 году проживал 101 житель. В 1907 году И. Здоховский организовал в имении винокурный завод (7 рабочих). В 1917 году проживали 179 жителей. В июле 1921 года на бывших помещичьих землях организован совхоз «Большие Новосёлки» — одно из первых животноводческих хозяйств в Беларуси. С 20 августа 1924 года по 23 марта 1932 года — в составе Маковчицкого сельсовета, Койдановского (затем Дзержинского) района Минского округа. С 23 марта 1932 года — административный центр Новосёлковского сельсовета Дзержинского польского национального района. С 31 июля 1937 года по 4 февраля 1939 года в составе Минского района. В 1930-е годы в совхозе работали винокурный завод, кузня, водная мельница и гонторезка.
В Великую Отечественную войну с 28 июня 1941 года по 7 июля 1944 года оккупирована немецко-фашистскими захватчиками. На фронте погибли 34 жителя деревни.
С 1945 года — центр колхоза «Победа», с 1980 года — центр колхоза «Красная звезда». С 16 июля 1954 года в составе Дзержинского сельсовета. В 1960 году в деревне проживали 544 жителя, в 1970 году насчитывалось 156 хозяйств, проживали 553 жителя. По состоянию на 2009 год — центр СЗК «Крутогорье-Петковичи».

## Население
| Численность населения (по годам) | Численность населения (по годам) | Численность населения (по годам) | Численность населения (по годам) | Численность населения (по годам) | Численность населения (по годам) | Численность населения (по годам) | Численность населения (по годам) |
| 1897                             | 1909                             | 1917                             | 1960                             | 1970                             | 1999                             | 2004                             | 2010                             |
| -------------------------------- | -------------------------------- | -------------------------------- | -------------------------------- | -------------------------------- | -------------------------------- | -------------------------------- | -------------------------------- |
| 101                              | ↘100                             | ↗179                             | ↗544                             | ↗553                             | ↘480                             | ↘454                             | ↘389                             |
| 2017                             | 2018                             | 2020                             | 2022                             |                                  |                                  |                                  |                                  |
| ↗390                             | ↗408                             | ↘398                             | ↘396                             |                                  |                                  |                                  |                                  |

## Инфраструктура
Через деревню проходит автомобильная дорога Р65 (Дзержинск — Заславль), а также от деревни исходит дорога местного значения Н8402 в направлении Юцки — Крыштафово. В деревне имеются мастерская по ремонту сельсоз техники, средняя школа, животноводческий комплекс, дом быта, отделение связи, столовая, магазин.

## Достопримечательности
- В центре деревни, около здания школы расположена могила Каруся Каганца (настоящее имя — Казимир-Рафаил Карлович Костровицкий) — белорусского писателя, переводчика, а также художника[7].

Родился в Тобольске в семье Карла Костровицкого, сосланного за участие в восстании 1863 года в Сибирь. В 1874 году семья вернулась на родину, в Минскую губернию. Учился в Минском городском училище, в Московском училище живописи, ваяния и зодчества. Начал заниматься литературной деятельностью в 1893 году. В 1902—1903 участвовал в создании БСГ. В 1905 и 1910 арестовывался. В 1910—1911 году сидел в Минской тюрьме вместе с Якубом Коласом. В тюрьме его здоровье значительно ухудшилось, и в последние годы Каганец отошёл от активной деятельности. Каганец умер 20 мая 1918 года.
Каганец сотрудничал с главным печатным органом белорусского национально-культурного движения, газетой «Наша ніва». В 1906 году Каганец анонимно издал учебник «Беларускі лемантар або першая навука чытання». Написанный Каганцом водевиль «Модны шляхцюк» стал одним из первых произведений белорусской драматургии. «Модны шляхцюк» долгое время пользовался популярностью и неоднократно ставился на сцене.
- В центре деревни, около здания правления бывшего колхоза «Красная звезда», расположены два, установленные в 1966 году обелиски в память о 78 сельчанах, которые погибли на фронтах Великой Отечественной и в партизанской борьбе против немецко-фашистских оккупантов[7].
- В 1,5 километрах на северо-восток от деревни расположено селище, на правом, высоком берегу реки Усса, которое обнаружил и исследовал в 1983 году В.У. Шаблюк. На месте селища были обнаружены гончарные изделия, фрагменты кафеля. Селище относится к периоду феодализма[7].
- Усадьба Костровицких: усадебный дом (1820 года постройки), дом для рабочих (1912 года), хлев (конца XIX—начала XX веков), брама, парк, флигель (XIX век), винокурня (построена в 1907 году). Ранее на кладбище также находилась католическая часовня святого Станислава, однако не сохранилась до наших дней.

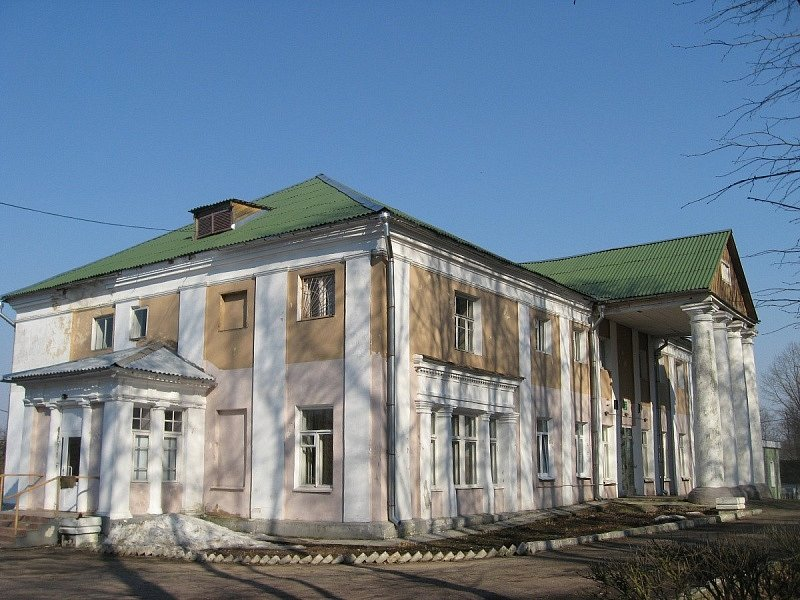
Усадебный дом
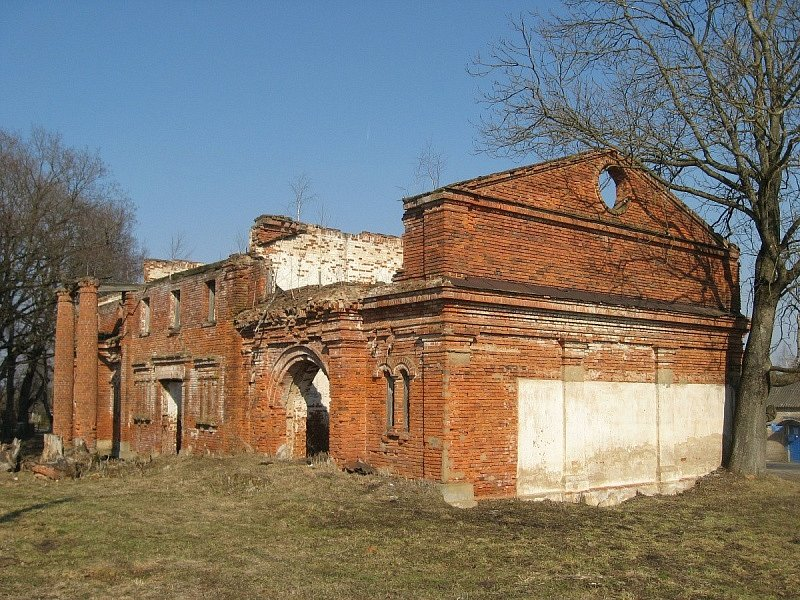
Здание хлева
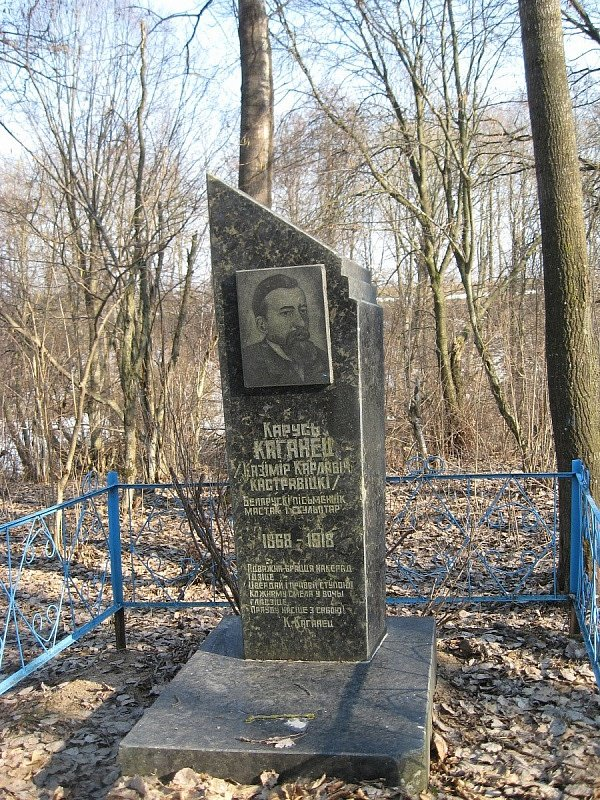
Могила Каруся Каганца в Больших Новосёлках